# Anna Paszkiewicz
Anna Barbara Paszkiewicz – polska filolog, dr hab. nauk humanistycznych, profesor nadzwyczajny i dyrektor Instytutu Filologii Słowiańskiej Wydziału Filologicznego Uniwersytetu Wrocławskiego.

## Życiorys
12 maja 1987 obroniła pracę doktorską Poetyka opowieści lat 1910-tych Iwana Bunina, a 16 maja 2000 habilitowała się na podstawie pracy zatytułowanej Z problematyki ekspresjonizmu w literaturze rosyjskiej. Od Leonida Andriejewa do Wsiewołoda Wiszniewskiego. Jest zatrudniona na stanowisku profesora nadzwyczajnego i dyrektora w Instytucie Filologii Słowiańskiej na Wydziale Filologicznym Uniwersytetu Wrocławskiego.